# Démographie des Émirats arabes unis
 Cet article contient des statistiques sur la démographie des Émirats arabes unis.
En raison de la présence de nombreux travailleurs immigrés, on compte environ 223 hommes pour 100 femmes en 2021. C'est le taux le plus élevé au monde - hors Vatican.
Les Émirats arabes unis ont connu une augmentation significative de la population au cours des dernières années en raison d'une croissance importante dans les divers secteurs économiques, ce qui a entraîné un afflux de travailleurs de diverses origines culturelles et religieuses. De 4,1 millions en 2005 à environ 9,5 millions en 2018. En 2018, le nombre de citoyens des Émirats arabes unis était d'environ 11,5% et les 88,5% restants étaient constitués de travailleurs expatriés. Le groupe le plus important de ressortissants non émiriens est constitué de 59,4 % d'Asie du Sud (dont les Indiens 38,2 %, les Bangladais 9,5 %, les Pakistanais 9,4 %, les autres 2,3 %), les Égyptiens 10,2 %, les Philippins 6,1 % et les autres 12,8 %.

## Composition de la population
En 2010 :
|           | Population | Part    |
| --------- | ---------- | ------- |
| Émiratis  | 947 997    | 11,5 %  |
| Étrangers | 7 316 073  | 88,5 %  |
| Total     | 8 264 070  | 100,0 % |

## Natalité
Évolution du taux de fécondité (enfants par femme) depuis 2008 :
| Année                   | Émiratis | Étrangers | Total |
| ----------------------- | -------- | --------- | ----- |
| 2008                    | 3,46     | ?         | ?     |
| 2009                    | 3,51     | ?         | ?     |
| 2010                    | 3,56     | ?         | ?     |
| Source : UAE Statistics |          |           |       |

Évolution du taux de natalité (naissances pour 1000 habitants) depuis 2008 :
| Année                   | Émiratis | Étrangers | Total |
| ----------------------- | -------- | --------- | ----- |
| 2008                    | 32,6     | ?         | 8,5   |
| 2009                    | 33,2     | ?         | 9,3   |
| 2010                    | 34,1     | ?         | 9,6   |
| Source : UAE Statistics |          |           |       |